# Редактор табулатур
Реда́ктор табулату́р — программа для перевода стандартной музыкальной нотации в более наглядную и понятную нотацию табулатурами. Сочетает в себе возможности нотного редактора.
Существуют редакторы табулатур для различных инструментов: гитары (чаще всего), пианино, губной гармоники и других. Как правило, все редакторы табулатур обладают встроенными средствами для:
- автоматического перевода табулатурной записи в классическую нотную, с возможностью редактирования последней, и наоборот;
- проигрывания с помощью MIDI-синтезатора созданной табулатуры;
- сохранения табулатуры в различных графических и текстовых формата, а также вывода на печать;
- сохранения табулатуры в формате MIDI
- импорт MIDI-файлов с автоматическим созданием табулатуры.

Примеры
- MuseScore — свободный кроссплатформенный редактор гитарных табулатур. Другие табулатуры создаются при помощи плагинов.
- TuxGuitar — свободный кроссплатформенный редактор гитарных табулатур.
- Guitar Pro — популярная программа для создания гитарных табулатур, работающая под Windows и Mac OS X.
- Power Tab[1] — бесплатный редактор гитарных табулатур, работающий под Windows.